# Козаковка
Козако́вка (рос. Казаковка) — присілок у складі Бузулуцького району Оренбурзької області, Росія.

## Населення
Населення — 150 осіб (2010; 198 у 2002).
Національний склад (станом на 2002 рік):
- росіяни — 78 %